# Tim McCoy
Tim McCoy, nacido Timothy John Fitzgerald McCoy (Saginaw, 10 de abril de 1891 - Fuerte Huachuca, 29 de enero de 1978), fue un actor y oficial militar estadounidense.

## Primeros años

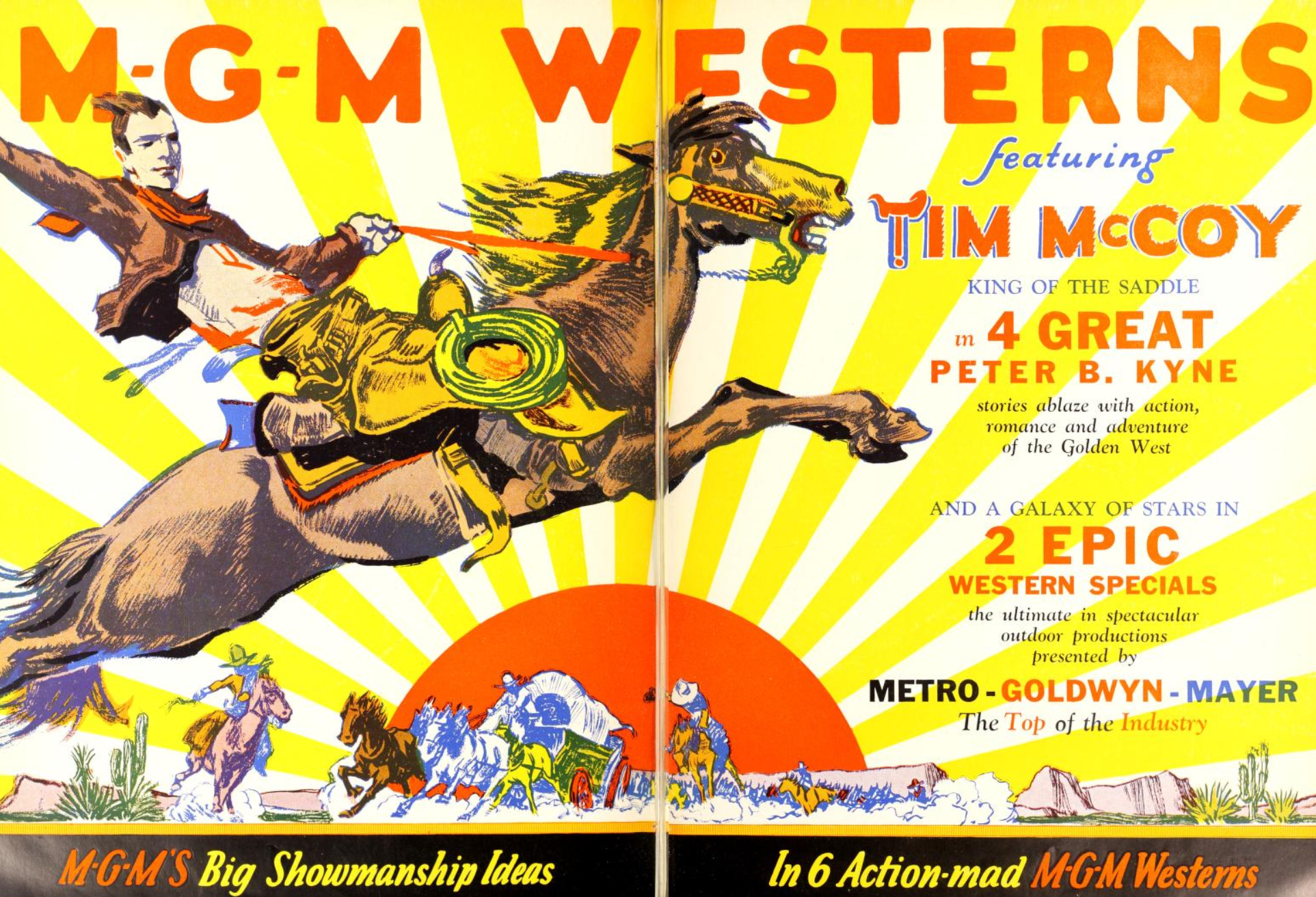
Tim McCoy, 1926

Nacido con el nombre de Timothy John Fitzgerald McCoy, en  Saginaw, Míchigan, EE. UU., era hijo de un soldado irlandés que luchó para la Unión en la guerra civil estadounidense y que más tarde se convirtió en jefe de la policía en Saginaw. 
Tim McCoy se convirtió en una estrella de cine importante conocido por sus papeles en películas del oeste. Él era tan popular entre los más jóvenes, que apareció en la portada de las cajas de cereal Wheaties.
Asistió a St. Ignatius College en Chicago y después de ver un espectáculo del oeste allí, dejó la escuela y encontró trabajo en un rancho de Wyoming, donde se convirtió en un jinete experto desarrollado un conocimiento de las formas y los idiomas de las tribus de los nativos americanos en la zona. Compitió en numerosos rodeos, y luego se alistó en el ejército de los Estados Unidos cuando este país entró en la Primera Guerra Mundial.

## Carrera militar
McCoy también fue soldado condecorado en el ejército de los Estados Unidos durante la Primera Guerra Mundial, y  también en la Segunda Guerra Mundial, llegando al rango de coronel en el Cuerpo Aéreo del Ejército. También fue en el estado de Wyoming general brigadier honorario. A los 28 años tenía fama de ser el general de brigada más joven en la historia del ejército de los EE. UU.

## Carrera en cine
En 1922, fue consultado por Jesse L. Lasky de The Famous Players-Lasky para proporcionar extras nativos de América para el espectáculo del oeste The Covered Wagon (1923). McCoy trajo a cientos de "sus" indios a la ubicación de Utah y sirvió como asesor técnico en la película. Una vez finalizado el rodaje, se le pidió que trajera a Hollywood a un grupo mucho más reducido de indios a para una presentación anterior a cada proyección de la película. Dicha etapa fue muy popular, corriendo ocho meses en Hollywood y varios meses más en Londres y París. McCoy regresó a su rancho de Wyoming, pero Irving Thalberg de MGM no tardaría en firmarle un contrato para protagonizar una serie de aventuras y McCoy se vio catapultado al estrellato. Su primer largometraje de MGM, War Paint (1926), con escenas épicas de los jinetes indios en el río, fue organizado por McCoy y el director Woody Van Dyke (ese fragmento de War Paint sería reutilizado en muchos westerns de bajo presupuesto hasta bien entrada la década de los cincuenta). La película marcó la pauta para los futuros westerns de McCoy, donde los indios siempre fueron mostrados con simpatía y nunca como salvajes sedientos de sangre. Una interpretación notable de McCoy para la MGM fue The Law of the Range (1928), que protagonizó junto a Joan Crawford.  
La llegada del cine sonoro y la incapacidad temporal para el registro de sonido al aire libre hizo que MGM pusiera fin a sus seriales con Tim McCoy y este volvió a su rancho. En 1929 fue llamado de vuelta a Hollywood personalmente por Carl Laemmle de Universal Pictures, que insistió en que McCoy se estrella en la primera serie sonora del oeste, The Indians Are Coming! La serie tuvo mucho éxito y McCoy no dejó de trabajar en películas hasta 1936, cuando se fue de Hollywood primero para hacer una gira con el Circo Ringling Brothers y luego con su propio espectáculo. "salvaje oeste". El espectáculo no fue un éxito y se informó que perdió US $ 300.000, de los que 100.000 dólares eran del propio McCoy.
McCoy volvió a estar disponible para el cine en 1938, y los productores de bajo presupuesto (incluyendo Maurice Conn y Sam Katzman) le dedican a su estándar de los sueldos de $ 4000 por semana, durante ocho películas al año. En 1941, Buck Jones contrató a McCoy para ser coestrella en la serie The Rough Riders, junto con Jones y Raymond Hatton. Las ocho películas, producidas por Monogram Pictures, fueron muy populares y podrían haber continuado, pero McCoy se negó a renovar su contrato, optando por dedicarse a otros intereses.

## Televisión
McCoy protagonizó un programa para la televisión KTLA en Los Ángeles en 1952, llamado "The Tim McCoy Show", emitido por las tardes de lunes a viernes y los sábados, en la que ofreció lecciones auténtica historia en el Viejo Oeste y mostró sus películas del viejo oeste. Su coanfitrión fue el actor Iron Eyes Cody que, aunque de estirpe italiana, interpretó el papel de indio americano, tanto dentro como fuera de la pantalla. McCoy ganó un Emmy local pero no asistió para recibir el premio. Él estaba compitiendo contra "Webster Webfoot" en "Best Children's Show", y se negó a aparecer, diciendo: "Que me aspen si me voy a sentar allí y golpeado por un pato a hablar!".

## Filmografía
| Año  | Título                          | Personaje                                                 | Observaciones                     |
| ---- | ------------------------------- | --------------------------------------------------------- | --------------------------------- |
| 1925 | The Thundering Herd             | Burn Hudnall                                              |                                   |
| 1926 | War Paint                       | Teniente Tim Marshall                                     |                                   |
| 1927 | Winners of the Wilderness       | Coronel O'Hara                                            |                                   |
| 1927 | California                      | Capt. Archibald Gillespie                                 |                                   |
| 1927 | The Frontiersman                | John Dale                                                 |                                   |
| 1927 | Foreign Devils                  | Capt. Robert Kelly                                        |                                   |
| 1927 | Spoilers of the West            | Teniente Lang                                             |                                   |
| 1928 | The Law of the Range            | Jim Lockhart                                              |                                   |
| 1928 | Wyoming                         | Teniente Jack Colton                                      |                                   |
| 1928 | Riders of the Dark              | Teniente Crane                                            |                                   |
| 1928 | The Adventurer                  | Jim McClellan                                             |                                   |
| 1928 | Beyond the Sierras              | El enmascarado                                            |                                   |
| 1928 | The Bushranger                  | Edward                                                    |                                   |
| 1929 | Morgan's Last Raid              | Capt. Daniel Clairbourne                                  |                                   |
| 1929 | The Overland Telegraph          | Capt. Allen                                               |                                   |
| 1929 | Sioux Blood                     | Flood                                                     |                                   |
| 1929 | The Desert Rider                | Jed Tyler                                                 |                                   |
| 1930 | The Indians Are Coming          | Jack Manning                                              |                                   |
| 1931 | Heroes of the Flames            | Bob Darrow                                                |                                   |
| 1931 | The One Way Trail               | Tim Allen                                                 |                                   |
| 1931 | Shotgun Pass                    | Tim Walker                                                |                                   |
| 1931 | The Fighting Marshal            | Tim Benton                                                |                                   |
| 1932 | The Fighting Fool               | Sheriff Tim Collins                                       |                                   |
| 1932 | Texas Cyclone                   | 'Texas' Grant (Jim Rawlings)                              |                                   |
| 1932 | The Riding Tornado              | Tim Torrant                                               |                                   |
| 1932 | Two-Fisted Law                  | Tim Clark                                                 |                                   |
| 1932 | Daring Danger                   | Tim Madigan                                               |                                   |
| 1932 | Cornered                        | Sheriff Tim Laramie                                       |                                   |
| 1932 | Fighting for Justice            | Tim Keene                                                 |                                   |
| 1932 | The Western Code                | Tim Barrett                                               |                                   |
| 1932 | End of the Trail                | Capitán Tim Travers                                       |                                   |
| 1933 | Man of Action                   | Tim Barlow                                                |                                   |
| 1933 | Silent Men                      | Tim Richards                                              |                                   |
| 1933 | The Whirlwind                   | Tim Reynolds                                              |                                   |
| 1933 | Rusty Rides Alone               | Tim 'Rusty' Burke                                         |                                   |
| 1933 | Police Car 17                   | Tim Conlon                                                |                                   |
| 1933 | Hold the Press                  | Tim Collins                                               |                                   |
| 1933 | Straightaway                    | Tim Dawson                                                |                                   |
| 1934 | Speed Wings                     |                                                           |                                   |
| 1934 | Voice in the Night              | Tim Dale                                                  |                                   |
| 1934 | Hell Bent for Love              | Capitán de policía Tim Daley                              |                                   |
| 1934 | A Man's Game                    | Tim                                                       |                                   |
| 1934 | Beyond the Law                  | Tim Weston                                                |                                   |
| 1934 | Prescott Kid                    | Tim Hamlin                                                |                                   |
| 1934 | The Westerner                   | Tim Addison                                               |                                   |
| 1935 | Square Shooter                  | Tim Baxter                                                |                                   |
| 1935 | Law Beyond the Range            | Tim McDonald                                              |                                   |
| 1935 | The Revenge Rider               | Tim O'Neil                                                |                                   |
| 1935 | Fighting Shadows                | Alguacil Tim O'Hara                                       |                                   |
| 1935 | Justice of the Range            | Tim Condon                                                |                                   |
| 1935 | The Outlaw Deputy               | Tim Mallory                                               |                                   |
| 1935 | Riding Wild                     | Tim Malloy/Tex Ravelle                                    |                                   |
| 1935 | Man from Guntown                | Tim Hanlon                                                |                                   |
| 1935 | Bulldog Courage                 | Slim Braddock/Tim Braddock                                |                                   |
| 1936 | Roarin' Guns                    | Tim Corwin                                                |                                   |
| 1936 | Border Caballero                | Tim Ross                                                  |                                   |
| 1936 | Lightnin' Bill Carson           | U. S. Marshal 'Lightnin' Bill Carson                      |                                   |
| 1936 | Aces and Eights                 | 'Gentleman' Tim Madigan                                   |                                   |
| 1936 | The Lion's Den                  | Tim Barton                                                |                                   |
| 1936 | Ghost Patrol                    | Tim Caverly                                               |                                   |
| 1936 | The Traitor                     | Sargento Tim Vallance de los Texas Rangers                |                                   |
| 1938 | West of Rainbow's End           | Tim Hart                                                  |                                   |
| 1938 | Code of the Rangers             | Tim Strong                                                |                                   |
| 1938 | Two Gun Justice                 | Tim                                                       |                                   |
| 1938 | Phantom Ranger                  | Tim Hayes                                                 |                                   |
| 1938 | Lightning Carson Rides Again    | 'Lightning Bill' Carson, posing as Jose                   | acreditado como coronel Tim McCoy |
| 1938 | Six-Gun Trail                   | Capitán William 'Lightning Bill' Carson                   |                                   |
| 1939 | Code of the Cactus              | 'Lightning' Bill Carson posing as Miguel                  |                                   |
| 1939 | Texas Wildcats                  | 'Lightning' Bill Carson                                   |                                   |
| 1939 | Outlaws' Paradise               | Capitán William 'Lightning Bill' Carson / Trigger Mallory |                                   |
| 1939 | Straight Shooter                | 'Lightning' Bill Carson / Sam Brown                       |                                   |
| 1939 | The Fighting Renegade           | Lightning Bill Carson, conocido también como El Puma      |                                   |
| 1939 | Trigger Fingers                 | 'Lightning' Bill Carson                                   |                                   |
| 1940 | Texas Renegades                 | Silent Tim Smith                                          |                                   |
| 1940 | Frontier Crusader               | 'Trigger' Tim Rand                                        |                                   |
| 1940 | Gun Code                        | Marshal Tim Hammond, alias Tim Hays                       |                                   |
| 1940 | Arizona Gang Busters            | 'Trigger' Tim Rand                                        |                                   |
| 1940 | Riders of Black Mountain        | Marshal Tim Donovan                                       |                                   |
| 1941 | Outlaws of the Rio Grande       | Marshal Tim Barton                                        |                                   |
| 1941 | The Texas Marshal               | Marshal 'Trigger Tim' Rand                                |                                   |
| 1941 | Arizona Bound                   | Marshal Tim McCall, posing as 'Parson" McCall             |                                   |
| 1941 | The Gunman from Bodie           | Marshal McCall                                            |                                   |
| 1941 | Forbidden Trails                | Marshal Tim McCall, posing as Ace Porter                  |                                   |
| 1942 | Below the Border                | Marshal Tim McCall                                        |                                   |
| 1942 | Ghost Town Law                  | Marshal Tim McCall                                        |                                   |
| 1942 | Down Texas Way                  | U. S. Marshal Tim McCall                                  |                                   |
| 1942 | Riders of the West              | Marshal Tim McCall                                        |                                   |
| 1942 | West of the Law                 | Marshal Tim McCall                                        |                                   |
| 1952 | The Tim McCoy Show              | él mismo                                                  |                                   |
| 1956 | Around the World in Eighty Days | Coronel, U.S. Cavalry                                     | acreditado como coronel Tim McCoy |
| 1957 | Run of the Arrow                | Gen. Allen                                                | acreditado como coronel Tim McCoy |
| 1965 | Requiem for a Gunfighter        | Juez Irving Short                                         |                                   |